# Angelo Vicardi
Angelo Vicardi (né le 9 octobre 1936 à Melegnano et mort le 1er janvier 2006) est un gymnaste italien qui a été médaillé de bronze lors du concours par équipes en gymnastique artistique lors des Jeux olympiques d'été de 1960.

## Palmarès

### Jeux olympiques
- Rome 1960
  -  médaille de bronze au concours par équipes[1]